# Universität Vic

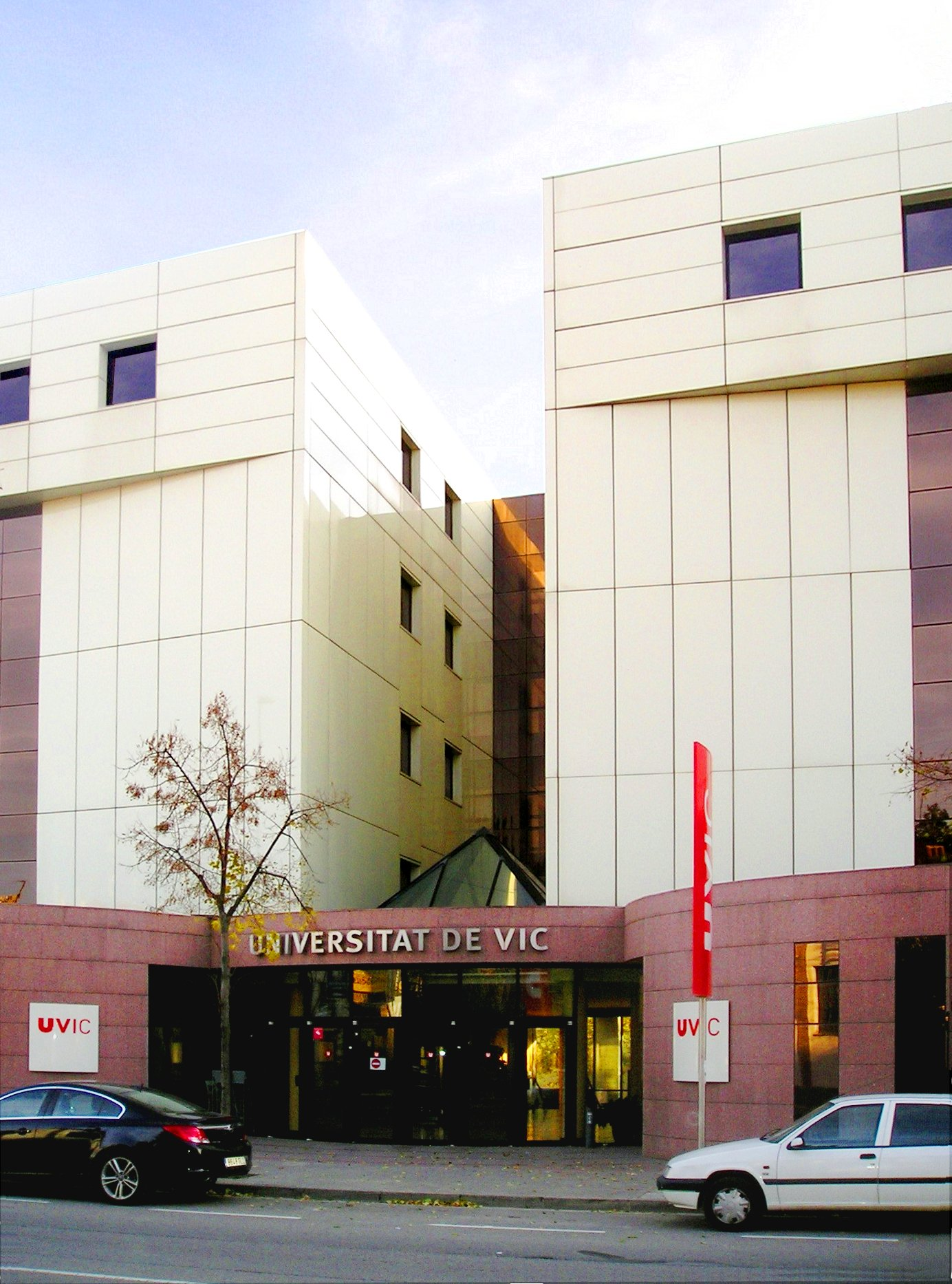

Die Universitat de Vic (UVIC) ist eine private, staatlich anerkannte Universität mit Sitz im katalanischen Vic.
Die Hochschule wurde 1997 gegründet. Vorläufer war eine Schule, die 1599 durch Philipp III. ins Leben gerufen wurde. Nach dem Spanischen Erbfolgekrieg ließ Philipp V. alle Universitäten in Katalonien verbieten. 1749 wurde das Priesterseminar von Vic gegründet. Ein Versuch die Universität Vic 1849 wieder zu begründen scheiterte. 1977 wurde das Lehrerseminar Escuela Universitaria de Maestros «Jaume Balmes» als Ableger der Universität Barcelona gegründet, es folgten 1979 die Eumo Editorial und 1984 die Eumogràfic. Nach verschiedenen Zusammenlegungen erfolgte am 21. Mai 1997 die Beschlussfassung der Universität Vic durch das katalanische Parlament. Träger der Hochschule ist die Fundació Universitària Balmes.
Rektoren waren:
- 1997–2002: Ricard Torrents i Bertrana
- 2002–2006: David Serrat i Congost
- 2006–2010: Assumpta Fargas i Riera
- 2010–2018: Jordi Montaña i Matosas
- 2018: Joan Masnou Suriñach
- 2019–heute: Josep Eladi Baños

## Fakultäten
- Facultat de Ciències i Tecnologia
- Facultat d'Educació, Traducció i Ciències Humanes
- Facultat d'Empresa i Comunicació
- Facultat de Ciències de la Salut i el Benestar
- Facultat de Medicina
- BAU, Escola Superior de Disseny (assoziiert)
- Escola d'Alta Direcció i Administració

## Lage
Die Gebäude der Universität verteilen sich auf die beiden Campus Miramarges (41° 56′ 0″ N, 2° 14′ 51″ O) und Torre dels Frares (41° 55′ 51″ N, 2° 14′ 44″ O) im Nordwesten von Vic.